# Bovey Tracey
Bovey Tracey est une ville du Devonshire sur le Dartmoor.

## Histoire
Son nom vient de la rivière Bovey et d'un seigneur Tracey. Il est employé sous Bovitracy en 1309. Lors de la guerre civile anglaise, Oliver Cromwell y entre le 9 janvier 1646.
La vie est jumelée à Le Molay-Littry (Normandie)

## Monuments
Plus d'une centaine de bâtiments y sont classés monuments historiques.

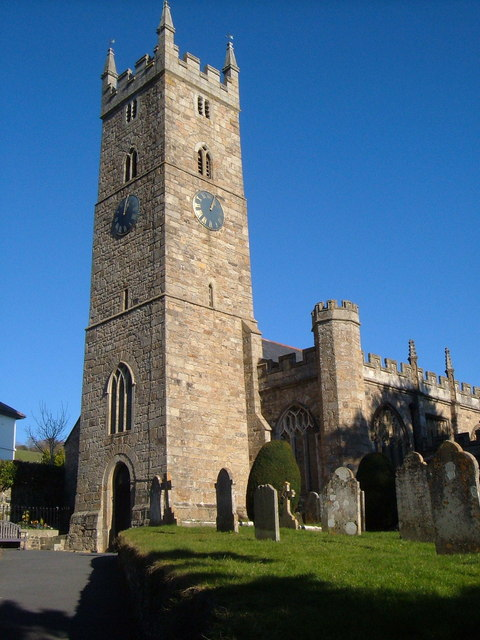
Église St Peter, St Paul and St Thomas de Canterbury, XIVe siècle

## Personnalité
- George Rudd Thompson (1868-1948), chimiste, y est mort.